# 鄧方
邓方（？—221或222年），表字孔山。東漢時代末年及三國時代初期的武將與政治人物。荆州南郡人。蜀漢將領與第一任庲降都督。

## 生平
有關鄧方的事蹟史料，在陳壽編纂《三國志》時缺漏許多而無法在蜀書裡立傳，只能從楊戲所著的《季漢輔臣贊》當中得知相關文獻。
以荆州从事随先主入蜀，蜀既定，为犍为属国都尉，因犍为属国改易為朱提郡，任为朱提太守，之後遷任安远将军兼庲降都督（时在公元215年），屯駐南昌县（今云南镇雄）。章武二年卒（《蜀志·李恢传》谓其卒于章武元年，是非莫辨）于任內。为蜀汉第一任庲降都督。

### 历史评价
《华阳国志·南中志》：建安十九年，刘先主定蜀，遣安远将军、南郡邓方以朱提太守、庲降都督治南昌县。轻财果毅，夷汉敬其威信。
杨戏：安远强志，允休允烈，轻财果壮，当难不惑，以少御多，殊方保业。